# Bờ biển Amalfi
Bờ biển Amalfi (tiếng Ý: Costiera Amalfitana) là đoạn bờ biển dài trên bờ biển phía bắc vịnh Salerno thuộc biển Tyrrhenian, tỉnh Salermo, miền nam Ý. Đây là một địa điểm du lịch nổi tiếng tại Ý thu hút hàng ngàn khách du lịch mỗi năm. Năm 1997, Bờ biển Amalfi trở thành Di sản thế giới của UNESCO.

## Lịch sử
Trong thế kỷ 10 và 11, Công quốc Amalfi từng tồn tại trên khu vực bờ biển Amalfi, tập trung ở thị trấn Amalfi. Khu vực này sau đó nằm dưới sự kiểm soát của Công quốc Salerno trước khi nó bị Cộng hòa Pisa cướp phá vào năm 1137.

## Địa lý
Bờ biển này nằm trong vùng khí hậu Địa Trung Hải với mùa hè ấm áp và mùa đông ôn hòa. Nó nằm trên bờ phía nam tương đối dốc của Bán đảo Sorrentina nên không có nhiều đất đai cho các hoạt động nông nghiệp. Đoạn bờ biển này có diện tích 11.231 hecta giữa vịnh Naples và Salerno. Tuyến đường bộ duy nhất đến được bờ biển này là Đường quốc lộ 163 dài 40 km chạy dọc theo bờ biển từ thị trấn Vietri sul Mare ở phía đông đến Positano ở phía tây. Có tổng cộng 13 đô thị nằm trên khu vực bờ biển này, nhiều trong số đó là các thành phố du lịch.
Các thành phố nằm trên bờ biển Amalfi là Vietri sul Mare, Cetara, Maiori, Minori, Ravello, Scala, Atrani, Amalfi, Conca dei Marini, Furore,Praiano và Positano. 

## Kinh tế
Đây là nơi sản xuất loại rượu hương chanh Limoncello nổi tiếng. Tại đây, những thửa ruộng bậc thang dọc theo bờ biển là nơi trồng chanh từ tháng 2 đến tháng 10 hàng năm. Amalfi cũng là một nhà sản xuất nổi tiếng của một loại giấy được gọi là Bambagina. Các sản phẩm nổi tiếng khác gồm cá cơm của Cetara, và đồ gốm thủ công đầy màu sắc của Vietri.
Khu vực này đã được mô tả trong tiểu thuyết Positano (1953) của nhà văn Hoa Kỳ John Steinbeck.

## Các thắng cảnh
- Duomo (nhà thờ chính tòa) ở Amalfi, và hành lang (tiếng Ý: Chiostro del Paradiso )
- nhà thờ Santa Maria Assunta ở Positano
- các nhà thờ San Salvatore del Birecto và Santa Maria Maddalena ở Atrani
- Biệt thự Cimbrone và biệt thự Rufolo ở Ravello
- các nhà thờ San Luca và San Gennaro ở Praiano
- nhà thờ San Pancrazio ở Conca dei Marini
- vịnh hẹp Furore ở thị xã Furore
- nhà thờ Santa Trofimena và biệt thự Roman cổ ở Minori